# بياتريس هيلينا راموس
بياتريس هيلينا راموس (بالإنجليزية: Beatriz Helena Ramos) هي فنانة أمريكية، ولدت في 24 أغسطس 1971 في كاراكاس في فنزويلا.